# Запис Давинића шумар (Љубић)
Запис Давинића шумар (Љубић) се налази на парцели чији је власник Давинић Мирко.

## Локација
| Општина             | Кнић                                                                        |
| Катастарска општина | Љубић                                                                       |
| Потес               | Раковска коса                                                               |
| Координате          | 43° 55′ 24″ С; 20° 47′ 40″ И / 43.923299999999998° С; 20.794499999999999° И |
| Надморска висина    | 0m                                                                          |

## Карактеристике
Дендрометријске вредности утврђене на терену и сателитским снимцима:
| Стабло                     | Храст |
| Висина стабла              | m     |
| Обим дебла                 | m     |
| Пречник крошње             | 6m    |
| Пречник дебла              | m     |
| Висина дебла до прве гране | m     |

## База записа
Запис је у оквиру Викимедија пројекта "Запис - Свето дрво" заведен под редним бројем 0597.